# Kościół Niepokalanego Poczęcia Najświętszej Maryi Panny we Włościejewkach
Kościół Niepokalanego Poczęcia Najświętszej Maryi Panny we Włościejewkach – rzymskokatolicki kościół parafialny we wsi Włościejewki, w powiecie śremskim.

## Historia
W 1610 istniał we wsi kościół murowany, jednak nie wiadomo kto był jego fundatorem. 23 sierpnia 1659 Maciej Marian Kurski, biskup-sufragan poznański konsekrował tu nowy kościół, gdyż stary najpewniej uległ zawaleniu lub pożarowi. W kościele wisiał obraz Najświętszej Maryi Panny. W 1847 skradziono srebrne korony z tego obrazu w nocy przez Bożym Narodzeniem. Rodzina Niegolewskich, do której Włościejewki wtedy należały, ufundowała w ich miejsce nowe, srebrne. Kilka lat później odnowiono cały ołtarz główny kosztem Andrzeja Niegolewskiego.

## Architektura i wyposażenie
Obiekt jest ceglany, salowy z wielobocznym prezbiterium. Zakrystia i kruchta to XIX-wieczne przybudówki. Od południa dobudowana jest neogotycka kaplica. Cenny jest bogato dekorowany szczyt schodkowy z wnękami i znajdujący się pod nim ostrołukowy portal. Ołtarz główny jest neogotycki, a w nim umieszczono malowany na desce obraz Matki Boskiej z Dzieciątkiem z pierwszej połowy XVII wieku, w srebrnej sukience z drugiej połowy tego samego stulecia. Obraz uchodzi za cudowny.
Na zewnętrznej ścianie świątyni, blisko drzwi wejściowych, wmurowany jest kamień, który dawniej był całowany przez wiernych. Legenda głosi, że podczas budowy objawiła się na tym miejscu Najświętsza Maria Panna, stanąwszy na jednym z kamieni i cudownie odbiła nań swą stopę. Podobny do ludzkiej stopy odcisk rzeczywiście znajduje się na kamieniu.
W kościele znajdują się tablice upamiętniające 200-lecie bitwy pod Wiedniem oraz fundatorów prac konserwatorskich

## Otoczenie
Przy kościele położony jest cmentarz. Obok stoi metalowa dzwonnica na masywnych podporach.